# Graz Hauptbahnhof

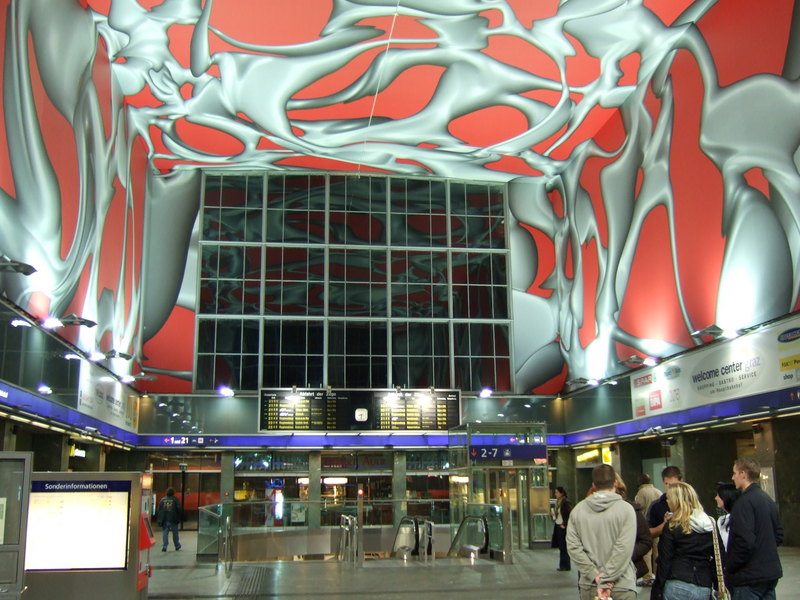
Bahnhofshalle nach dem Umbau 2001–2003

Der Grazer Hauptbahnhof (zunächst Stationsplatz Graz, dann Südbahnhof) ist ein Durchgangsbahnhof in Graz und mit einer Kundenfrequenz von über 42.000 Personen pro Tag bzw. 520 Züge pro Tag der am meisten frequentierte Bahnhof in Österreich außerhalb von Wien.
Er verbindet zahlreiche Fern- und Nahverkehrsrelationen der Österreichischen Bundesbahnen (ÖBB), der Graz-Köflacher-Bahn (GKB) sowie der Steiermarkbahn (StB).
Der Hauptbahnhof verfügt über zwölf Hauptgleise, zahlreiche Nebengleise und zehn Bahnsteiggleise, sämtliche Weichen und Signale werden vom ESTW Graz gestellt. Weiters gibt es eine Verladestelle für Autoreisezüge auf Bahnsteig 21, Autozufahrt (neu) über die Niesenbergergasse.
Busverkehr (Stadt-, Regional-, Fernbus) und Taxifahrt wird von mehreren Steigen auf 2 Vorplätzen abgewickelt.
Linien der Straßenbahn Graz endeten ehemals auf Straßenniveau in Schleifen am Vorplatz, unterqueren neu seit einigen Jahren das Bahnhofsgebäude in Tieflage an seinem Südende, das Umsteigen zu den Bahnlinien erfolgt jedoch via Straßenniveau und (meist) Bahnsteigunterführung.
Der IATA-Code für den Bahnhof ist GGZ. Eine Schnellbahnstation liegt in fußläufiger Nähe (etwa 300 m teilweise überdacht) vom Flughafen Graz (GRZ).

## Geschichte

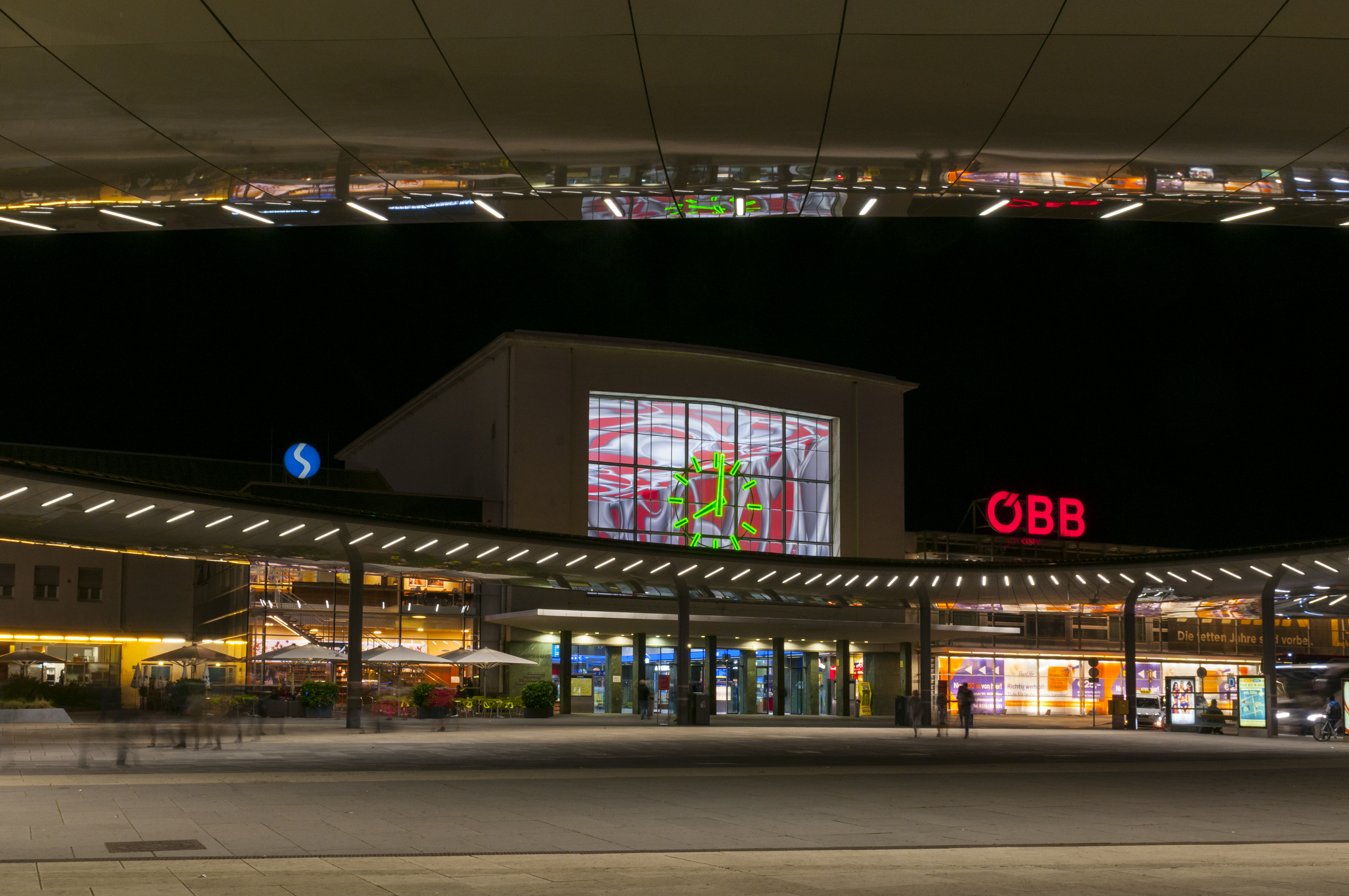
Die heutige Empfangshalle nachts

Ab 1825 trat Erzherzog Johann für eine Eisenbahnverbindung zwischen Donau und Adria ein, um Wien mit dem wichtigsten Hafen in Triest zu verbinden.
Am 21. Oktober 1844 konnte schließlich die Bahnstrecke Graz – Mürzzuschlag und somit auch der Grazer Südbahnhof, damals als Stationsplatz Graz, eröffnet werden, endgültig fertiggestellt wurde dieser 1847. Im Rahmen des Baues wurden auch die Annenstraße und die Keplerstraße angelegt.
Das erste Aufnahmsgebäude wurde 1843 von Architekt Moritz von Loehr geplant, war 89 Meter lang, 15 Meter breit und besaß eine vorgebaute Personenhalle, lange Bogenfenster und einen achteckigen Uhrturm.
In den 1860er Jahren kam die Südbahn in den Besitz der k. k. priv. Südbahngesellschaft. Durch den wirtschaftlichen Aufschwung wurde der Bahnhof zu klein. So wurde 1871 bis 1876 unter Architekt Wilhelm von Flattich ein Erweiterungsbau im Stil des Historismus errichtet; dafür wurde der Vorgängerbau bis 1878 abgetragen. Dieser zweite Bahnhof hatte eine große Mittelhalle mit drei großen Bogenfenstern und zwei niedrigeren Längstrakten mit Endpavillons. Das Aussehen ähnelte dem des Salzburger Bahnhofs, dessen Halle heute noch so aussieht.
Im Juli 1900 erfolgte die Inbetriebnahme einer teilweisen, am 27. April 1914 der vollständigen elektrischen Beleuchtung der Bahnhofsanlagen. Am 1. April 1913 wurde der Bahnhof in seine heutige Bezeichnung Graz Hauptbahnhof umbenannt.
1924 übernahmen die Österreichischen Bundesbahnen (BBÖ) den Betrieb der Südbahn, Graz kam damit zum Direktionsbereich Villach. Nach dem Anschluss Österreichs wurde Graz der Reichsbahndirektion Wien der Deutschen Reichsbahn zugeordnet, seit dem Zweiten Weltkrieg liegt Graz wieder im Direktionsbereich Villach.
Das zweite Bahnhofsgebäude wurde im Zweiten Weltkrieg so schwer beschädigt, dass es abgerissen werden musste. Für die Neugestaltung des Baues wurde ein Wettbewerb veranstaltet, den der Architekt Wilhelm Aduatz gewann. Er plante die große, verglaste Eingangshalle des heutigen Aufnahmegebäudes mit einem zweigeschoßigen Nordtrakt und einem dreigeschoßigen Südtrakt in schlichter Nachkriegsbauweise. Die endgültige Fertigstellung erfolgte im Frühjahr 1956.
Die Halle steht unter Denkmalschutz. Mittlerweile wurde der Bahnhof mehrfach umgebaut und erweitert, zuletzt 2016 im Zuge des Projektes Graz Hauptbahnhof 2020. Dabei wurde der Bahnhof zu 100 % barrierefrei ausgebaut und modernisiert. 2001 wurde die Halle von zwei gläsernen Seitentrakten umfasst, die eine Geschäftspassage bilden. Davor war auf dem nördlichen Vorplatz ein Ibis-Hotel mit Supermarkt errichtet worden.
Anlässlich des Kulturhauptstadtjahres 2003 entwarf Peter Kogler eine großflächige Kunstinstallation für die Haupthalle: Die Innenwände wurden mit einer 2355 Quadratmeter großen, textilen Kunststoffverkleidung mit aufgedruckten, geometrischen Figuren ausgekleidet. Die Installation sollte nach dem Kulturhauptstadtjahr entfernt werden, doch aufgrund von positiven Reaktionen aus der Bevölkerung und der Bahnhofsbenutzer wurde die Installation erhalten.
Der in den späten 1990er Jahren neu gestaltete Personentunnel zu den Bahnsteigen wurde für sein funktionales Design mit dem Brunel Award ausgezeichnet und diente als Prototyp für ähnliche Umbauten in anderen Bahnhöfen.
2003 und 2004 wurde der Bahnhof von den Fahrgästen zum schönsten Bahnhof Österreichs gewählt. Bei den folgenden Wahlen erzielte der Bahnhof regelmäßig Stockerlplätze.
Zwischen 2005 und 2008 erfolgte in drei Phasen der Umbau des Stellwerks auf elektronische Technik (ESTW). Seit 2008 werden alle Weichen und Signale im Großraum Graz von dort aus zentral gesteuert.

### Bauprojekt „Graz Hauptbahnhof 2020“

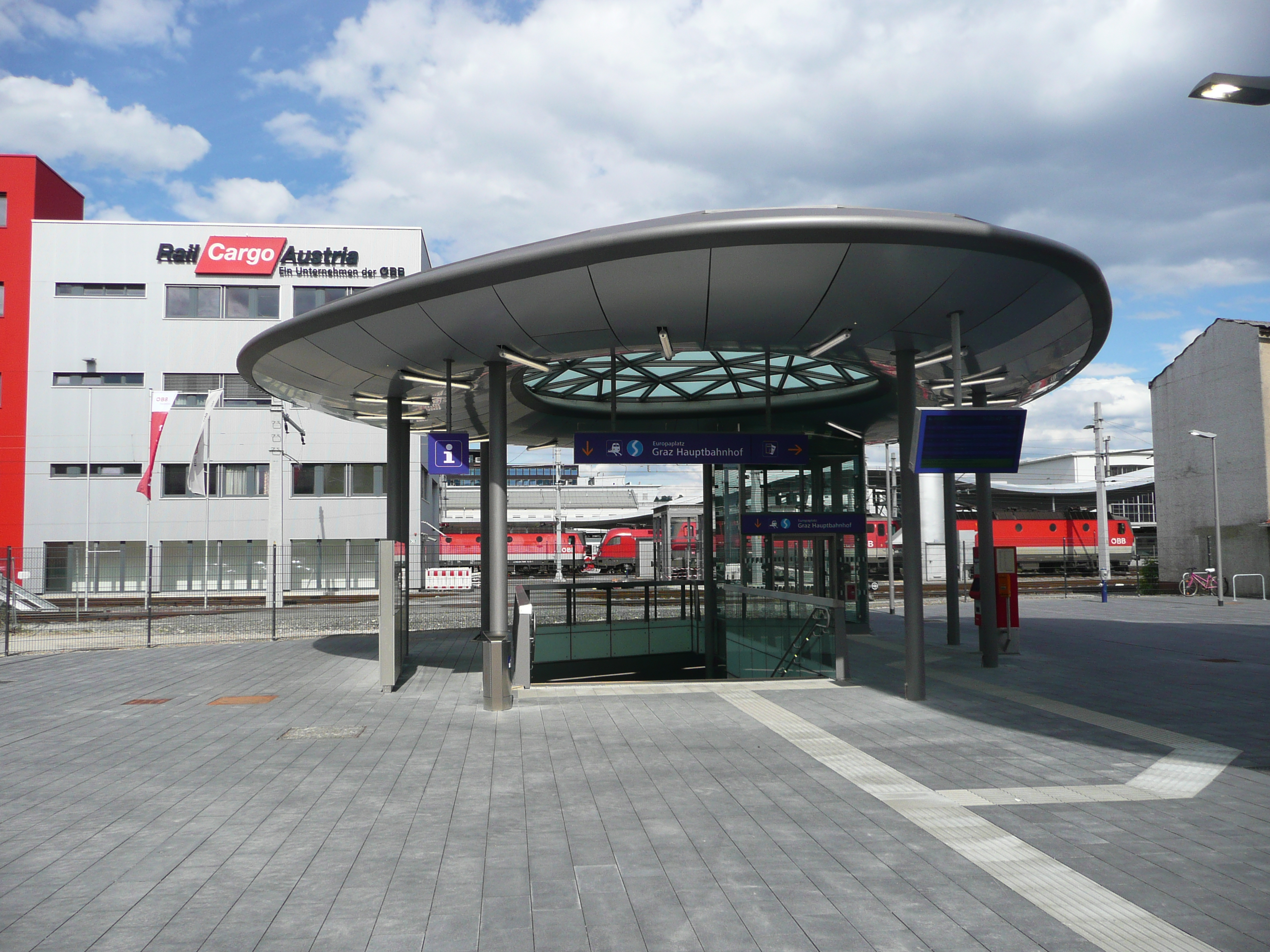
Ausgang Wagner Biro Straße

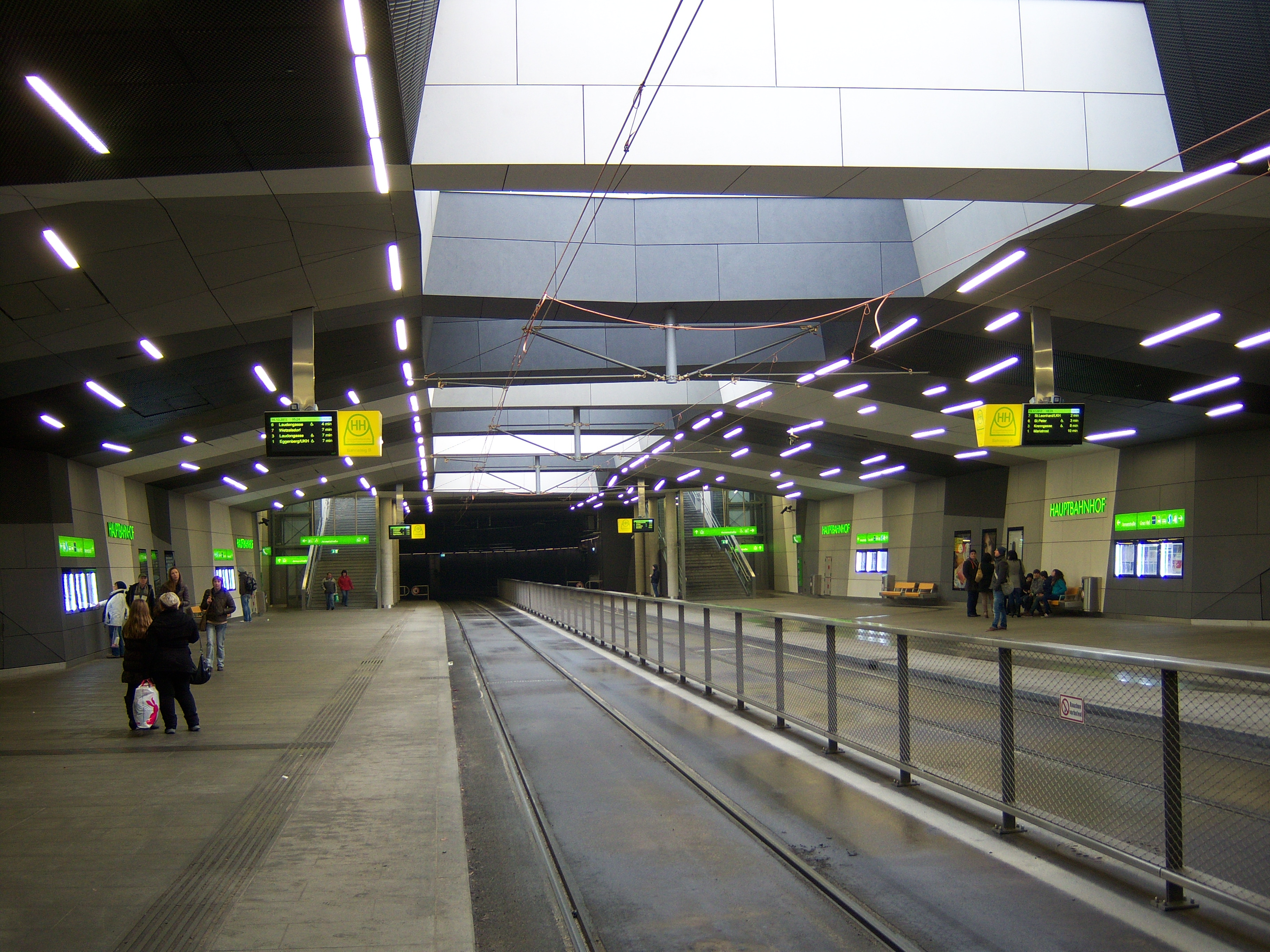
Unterirdische Straßenbahnhaltestelle

Seit Anfang 2010 wurde an weiteren Ausbauten des Grazer Hauptbahnhofes gearbeitet, um seiner Funktionen als Nah- und Fernverkehrsknoten gerecht zu werden und ihn für die S-Bahn und die Inbetriebnahme der in Bau befindlichen Koralmbahn zu rüsten. Das Gesamtprojekt nennt sich Graz Hauptbahnhof 2020, der neu gestaltete Bus- und Straßenbahnknoten Europaplatz (Bahnhofsvorplatz) wird als Nahverkehrsdrehscheibe bezeichnet. Das Projekt wurde wie schon zuvor der Umbau der Bahnhofshalle und jener des Personentunnels Süd vom Architektenduo Zechner & Zechner gestaltet.
Unter anderem wurden die Bahnsteige verlängert und neu überdacht, sowie die Bahnsteigkanten von 38 Zentimetern auf 55 Zentimeter angehoben.  Zudem wurde ein neuer Bahnsteig (8/9) für die Graz-Köflacher Bahn südwestlich errichtet, der Personentunnel Süd dorthin verlängert und die Kapazität der Gleisanlagen erhöht. Weiters wird der Personentunnel Nord neu errichtet und zum Wasserturm in der Waagner-Biro-Straße verlängert.
Hier ist ein neuer Ein- und Ausgang entstanden, der den Hauptbahnhof mit dem Grazer Westen verbinden soll. Eine Seite der Wand wird ähnlich der Haupthalle von Peter Kogler künstlerisch gestaltet. Der Tunnel wurde am 10. April 2013 eröffnet.
Auch der Bahnhofsvorplatz wurde neu gestaltet, wobei ein ovales Dach den Fahrgästen beim Umsteigen zwischen Stadtbussen und Zügen einen Witterungsschutz bietet. Dieses Rondeau wurde nach einem Leserwettbewerb der Kleinen Zeitung Golden Eye genannt.
Für die Straßenbahn, die ab dem Bereich der Annenstraße nächst dem Möbelhaus Leiner den Europaplatz unterirdisch durchquerte, wurde im Bereich der früheren Wendeschleife der Linien 3 und 6 eine Doppelhaltestelle in Tieflage für die Linien 1, 3, 6 und 7 errichtet, von dort aus unterquert die Straßenbahnstrecke nach einer engen Kurve den Hauptbahnhof unter dem ehemaligen Non-Stop-Kino, um südlich der Gleisanlagen wieder aufzutauchen. Zuvor wurde die Wendeschleife in die benachbarte Asperngasse (Endstation Laudongasse) verlegt.
Die Inbetriebnahme der Nahverkehrsdrehscheibe Graz erfolgte Ende 2012. Bei den Bauarbeiten wurden drei Fliegerbomben aus dem Zweiten Weltkrieg freigelegt. Eine konnte nicht abtransportiert werden und musste am 25. März 2011 zur Explosion gebracht werden, wodurch in der Umgebung erheblicher Sachschaden entstand und unter anderem die historische Bahnhofsuhr (grüne Gasentladungsröhren als leuchtende Stundenstriche und Zeiger) beschädigt wurde.
Im Dezember 2012 wurde mit dem Neubau der Brücke über die Eggenberger Straße begonnen. Für diesen Umbau musste eine der wichtigsten Ost-West-Verbindungen von Graz für ein Jahr gesperrt werden. Der gesamte Autoverkehr zwischen Lend und Eggenberg musste in dieser Zeit über die Bahnunterführungen Don Bosco und Peter-Tunner-Gasse großräumig ausweichen.

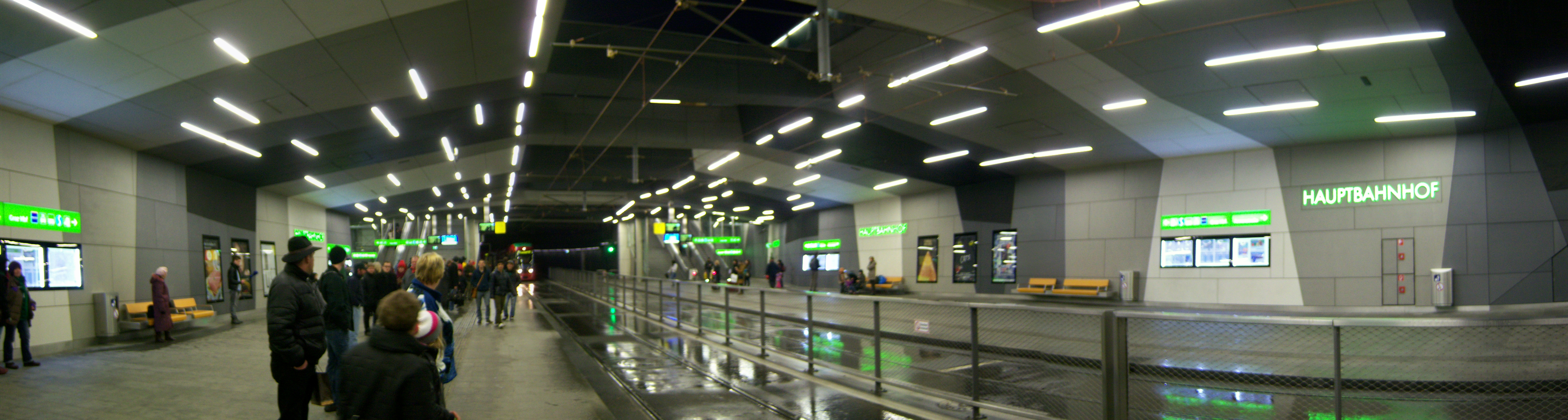
Panorama der neuen unterirdischen Straßenbahnstation

Der Umbau des Grazer Hauptbahnhofs wurde 2015 nach sechs Jahren Bauzeit abgeschlossen. Das Projekt ist Teil des ÖBB-Infrastruktur-Vorhabens Südstrecke, welches unter anderem auch den Semmering-Basistunnel und die Koralmbahn beinhaltet.

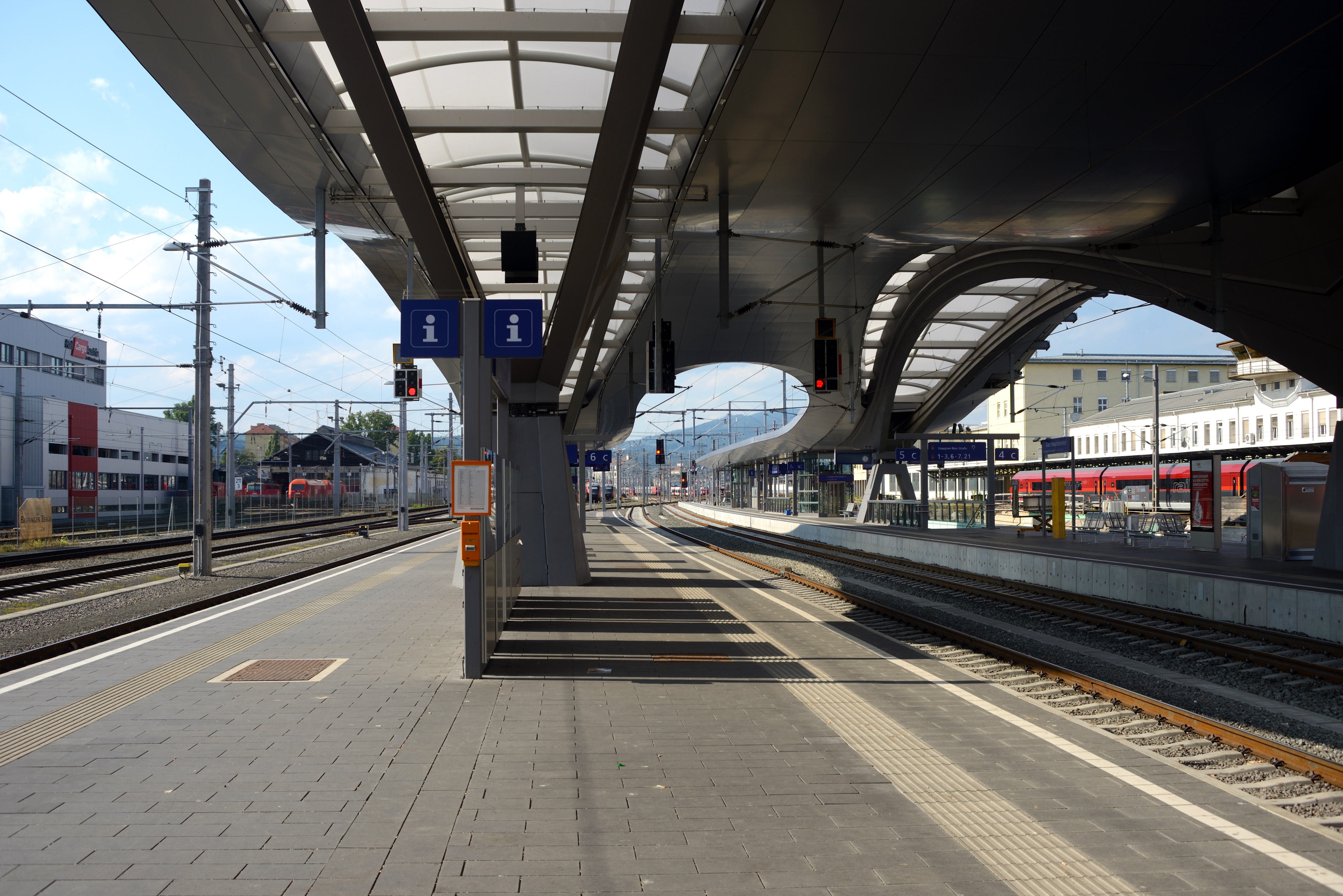
Neuer Bahnsteig 6 und 7

Am 20. und 21. März 2018 wurde das Fahrgastinformationssystem in Graz Hauptbahnhof und umliegenden Stationen erneuert und die Ansagen dabei auf ein Text-to-Speech-System, welches auch automatisch über Verspätungen, Zugausfälle und Bahnsteigänderungen informiert, umgestellt.

## Anlagen

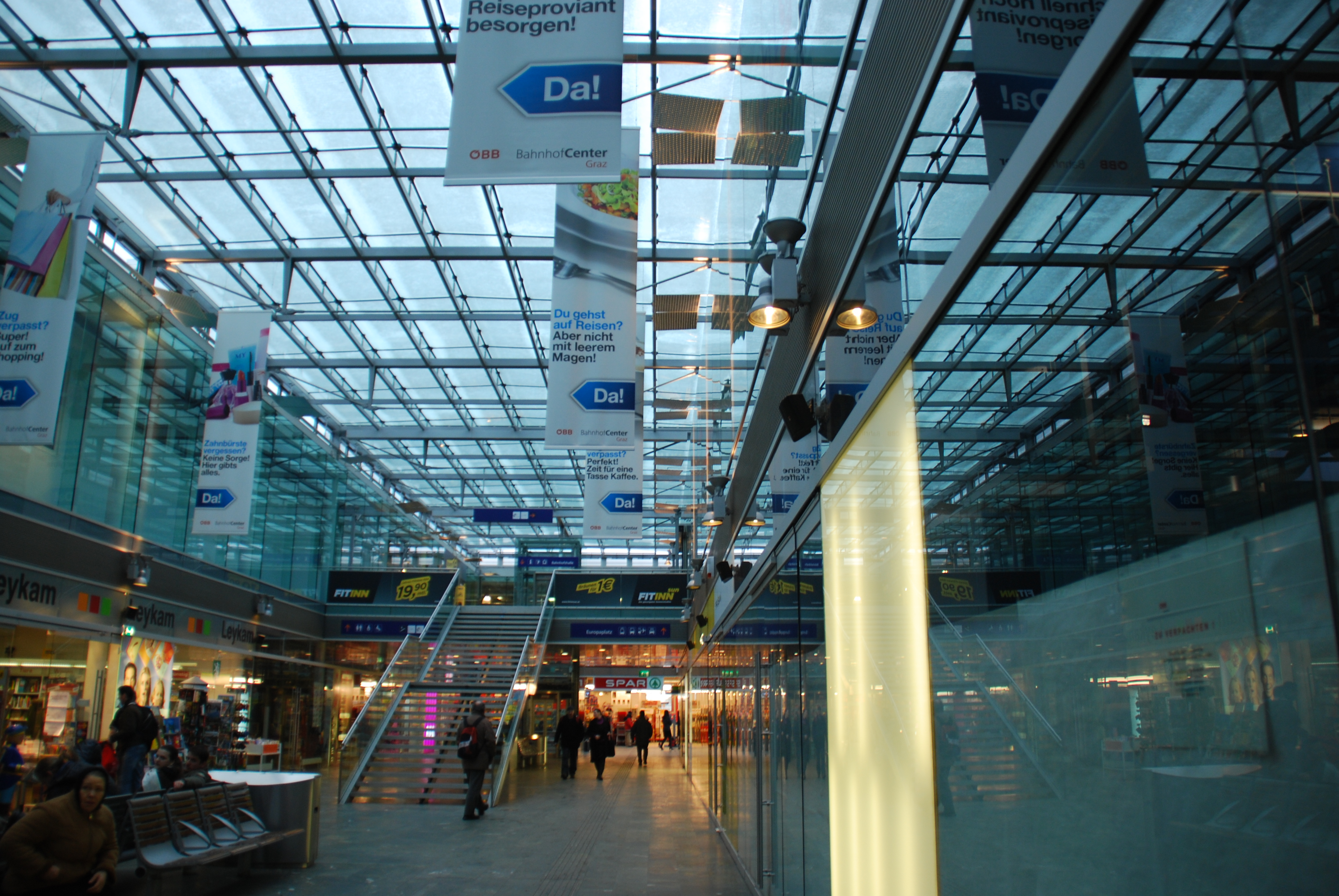
Die Geschäftszone im Nordtrakt des Bahnhofs

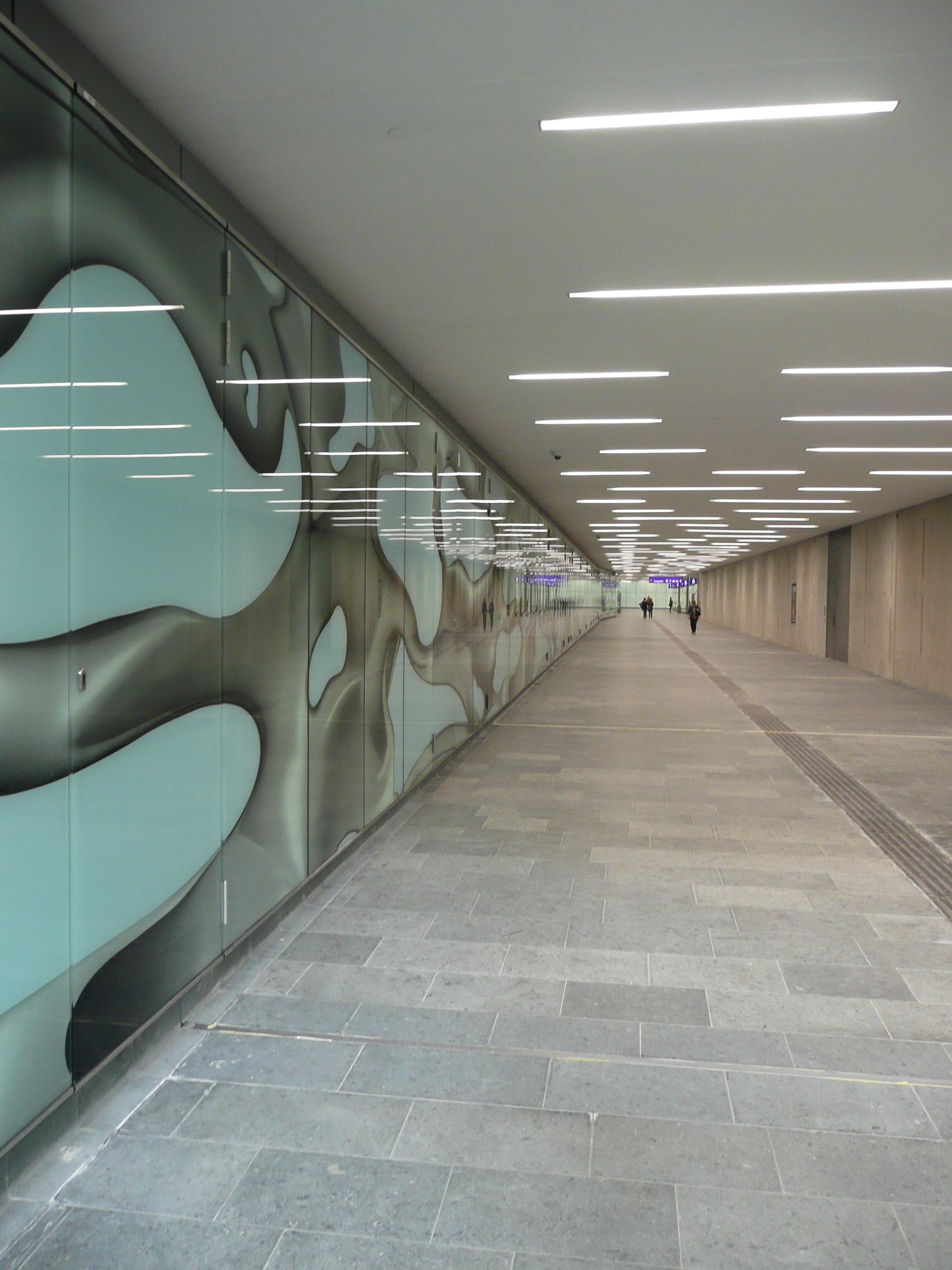
Personentunnel Nord

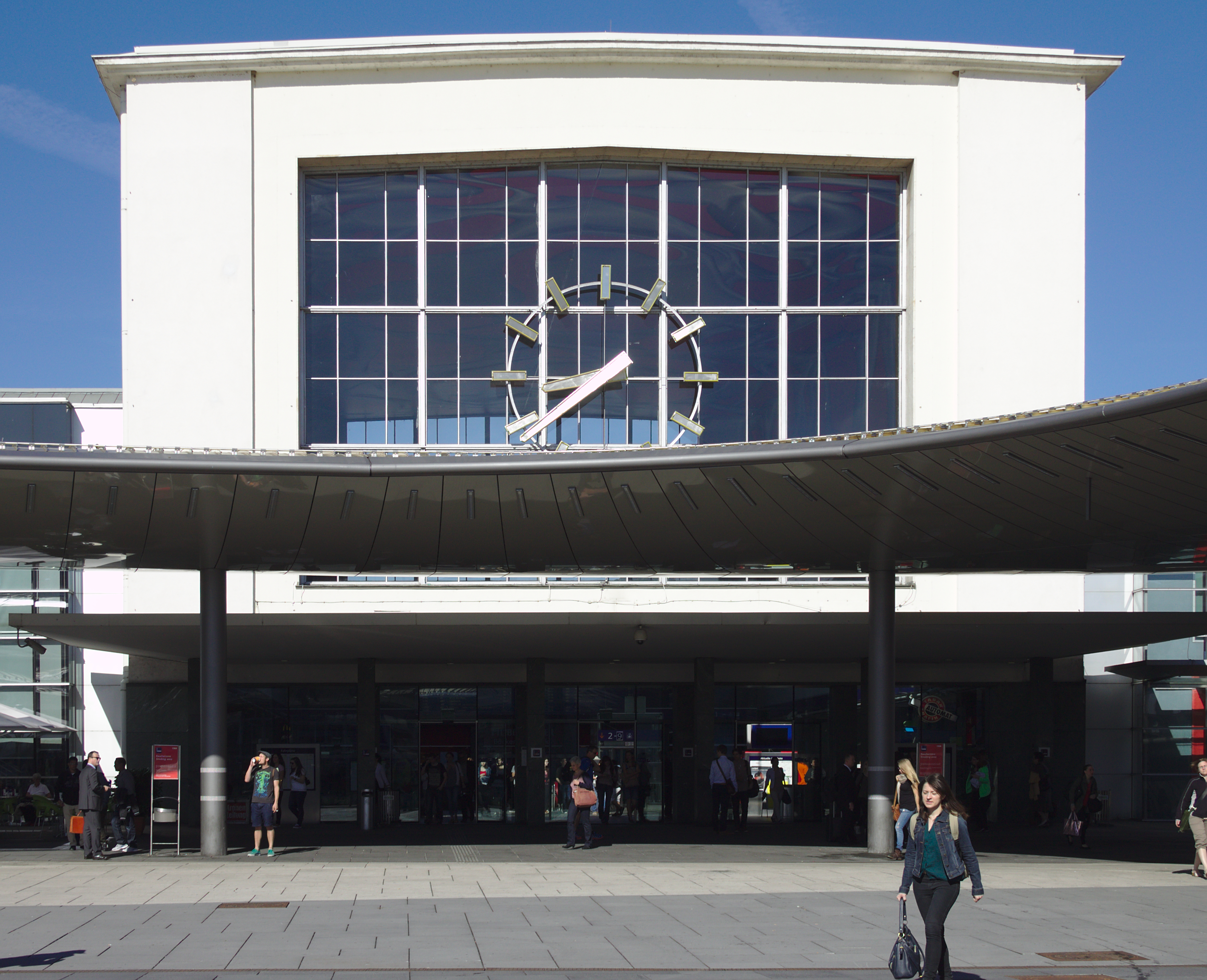
Außenansicht des Aufnahmegebäudes

Das Bahnhofsgebäude besteht aus der Halle, einem vorgezogenen Trakt mit überdachtem Hof auf der Nordseite, einem zweistöckigen Nordflügel und einem dreistöckigen Südflügel.
In der Halle des Bahnhofes befinden sich das ÖBB-Reisezentrum mit Reisebüro, eine ÖBB Club Lounge und insgesamt sieben Fahrkartenautomaten. Im umgebauten Hofteil, in dem sich früher Gepäckaufbewahrung und Schließfächer befanden, gibt es heute einen Spar-Supermarkt mit erweiterten Öffnungszeiten, eine Postfiliale, ein Bücher- und Zeitschriftengeschäft, ein Fitness Center, mehrere Backshops und Cafés. Der Südflügel beherbergt eine McDonald’s-Filiale, einen Subway, ein Sushi-Restaurant und eine Filiale der Grazer Pizzeria-Kette Don Camillo.
Am unteren Ende der Rolltreppen von der Abfahrtshalle in die (südliche) Fußgänger-Unterführung zu den Bahnsteigen bestehen ein Snack-Laden und 120 Schließfächer. Mitte 2013 wurde ein wenig nördlich der (kleinen) Ankunftshalle, also auf Höhe SPAR-Lebensmittelmarkt die rolltreppenlose Fußgängerunterführung Nord erneuert und mit einem Ausgang (Stiege und Lift) auf der westlichen Rückseite des Bahnhofgeländes beim denkmalgeschützten Wasserturm eröffnet. Dies ermöglicht die erste öffentlich erlaubte Durchquerung des Bahnhofsareals, entgegen frühen Planungen jedoch ohne Passage für Radfahrverkehr. Im Nordtrakt des Bahnhofsgebäudes sind eine Polizeiinspektion und das Stellwerk untergebracht, der Aussichtsturm wurde direkt auf den ersten Stock der Fahrdienstleitung aufgesetzt.
Nördlich an das Bahnhofsgebäude angebaut, befinden sich Gebäude der Post, die unter anderem als Logistikzentrum genutzt werden und in die eigene Gleise führen. Seit dem Verkauf des Innenstadtgebäudes der Hauptpost 2008 befindet sich auch die Verwaltungszentrale beim Bahnhof.
Weiter nördlich folgen weitere Abstellgleise und eine große Wagenhalle, die auf dem ehemaligen Areal der Speditionen errichtet wurde. Seit 2003 der Güterverkehr für den Großraum Graz hauptsächlich über den Terminal Graz Süd in Werndorf abgewickelt wird, wurden sämtliche Lagerhallen abgerissen und 2009 durch Abstellgleise für Personenwagen (Personenwagenabstellgruppe) und eine große Halle mit Werkstättenräumen (Servicehalle TS) ersetzt. Im Norden führen dann alle Gleise wieder zusammen, um nach der Brücke über die Peter-Tunner-Gasse im Verschiebebahnhof Gösting wieder aufgefächert zu werden.
Es gibt zehn Bahnsteigkanten: acht Durchfahrtsgleise (1–7, 9) und zwei Stumpfgleise (8, 21). Fast alle Bahnsteige werden in zwei Teile geteilt (1 B–E / F–H, 2 & 3 A–C / D–E, 4 & 5 B–C / D–F, 6 & 7 C / D–E und 8 & 9 E / F), alle sind barrierefrei erreichbar. Die Anhebung der Bahnsteigkanten auf 55 Zentimeter, die Verlängerung der einzelnen Bahnsteige auf 420 Meter, sowie die Errichtung von zwei neuen Bahnsteigen wurden im Laufe des Bauprojektes Graz Hauptbahnhof 2020 realisiert. Zu jedem Bahnsteig, abgesehen von 1 und 21, die direkt von der Bahnhofshalle aus erreichbar sind, führen ein Aufzug, eine Treppe und eine oder zwei Rolltreppen.
Hinter dem Bahnsteig 7 befinden sich die Abstellgleise der ÖBB-Produktion Graz, deren Verwaltungsgebäude und Werkstätten mit einer Schiebebühne und einer Drehscheibe. In diesem Bereich befindet sich außerdem ein Wasserturm an der Waagner-Biro-Straße, der unter Denkmalschutz steht. Im Keller eines Verwaltungsgebäudes ist außerdem der Grazer Eisenbahner-Modelleisenbahnclub (GEMEC) mit seiner H0-Anlage untergebracht.
Am Südende des Bahnhofsgebäudes befinden sich außerdem die denkmalgeschützten Räumlichkeiten des ehemaligen Non-Stop-Kinos. Es wurde 1957 als eines der modernsten Kinos Österreichs eröffnet, ab dem Ende der 1970er Jahre als Erotikkino betrieben und musste im September 2010 geräumt werden, da die ÖBB den Vertrag kündigten.
Hinter diesem Gebäude befindet sich die Verladestelle für Autoreisezüge. Daneben führen die Gleise über eine große Brücke über die abgesenkte Eggenberger Straße.

## Bedienung

### Nah- und Regionalverkehr
| Linie                            | Verlauf |
| S-Bahn und REX                   | |
| -------------------------------- | --- |
| S-Bahn Steiermark                | Graz Hbf – Frohnleiten – Bruck an der Mur                                                                              |
| S-Bahn Steiermark                | Graz Hbf – Gleisdorf – Fehring (– Szentgotthárd)                                                                       |
| S-Bahn Steiermark                | Graz Hbf – ✈ Flughafen Graz-Feldkirchen – Kalsdorf – Spielfeld-Straß (– Bad Radkersburg)                               |
| S-Bahn Steiermark                | Graz Hbf – Werndorf – Wettmannstätten – Deutschlandsberg – Wies-Eibiswald                                              |
| S-Bahn Steiermark                | Graz Hbf – Lieboch – Wettmannstätten – Deutschlandsberg – Wies-Eibiswald                                               |
| S-Bahn Steiermark                | Graz Hbf – Lieboch – Köflach                                                                                           |
| S-Bahn Steiermark                | (Graz Hbf –) Peggau-Deutschfeistritz – Übelbach                                                                        |
| S-Bahn Steiermark                | (Graz Hbf –) Gleisdorf – Weiz                                                                                          |
| Regional-Express#Österreich      | nach Mürzzuschlag, Fehring (-Szentgotthárd), Spielfeld-Straß, Bad Radkersburg, Leoben Hauptbahnhof, Unzmarkt, Selzthal |
| Straßenbahn                      | |
| Straßenbahn Graz                 | Eggenberg/UKH – Mariatrost                                                                                             |
| Straßenbahn Graz                 | Reininghaus – Liebenau                                                                                                 |
| Straßenbahn Graz                 | Smart City – St. Peter                                                                                                 |
| Straßenbahn Graz                 | Wetzelsdorf – LKH Med Uni/Klinikum Nord                                                                                |
| Stadtbus                         | |
| Liste der Linien der Graz Linien | Ziegelstraße – Hauptbahnhof S – Zentralfriedhof                                                                        |
| Liste der Linien der Graz Linien | Hauptbahnhof S – Stattegg Fuß der Leber                                                                                |
| Liste der Linien der Graz Linien | Hauptbahnhof S – Ragnitz                                                                                               |
| Liste der Linien der Graz Linien | Hauptbahnhof S – Schulzentrum St. Peter                                                                                |
| (Nachtbus)                       | Gösting – Hauptbahnhof S – Jakominiplatz – Mariatrost – Fölling P&R                                                    |
| (Nachtbus)                       | Webling – Reininghaus – Hauptbahnhof S – Jakominiplatz – Wirtschaftskammer                                             |
| (Nachtbus)                       | Karl-Etzel-Weg – Hauptbahnhof S – Jakominiplatz – St.Leonhard – Ragnitz – Stifting                                     |
| Regionalbus                      | |
| 100                              | Hauptbahnhof S – Gratwein – Frohnleiten – Bruck/Mur                                                                    |
| 110                              | Hauptbahnhof S – Gratwein – Rein (– Enzenbach)                                                                         |
| 120                              | Hauptbahnhof S – Gratwein – Stiwoll                                                                                    |
| 121                              | Hauptbahnhof S – St. Oswald                                                                                            |
| 130                              | Hauptbahnhof S – Gratwein – St. Pankrazen                                                                              |
| 140                              | Hauptbahnhof S – Gratkorn – Semriach                                                                                   |
| 200                              | (Hauptbahnhof S) – Graz AHP – Mitterdorf – Weiz                                                                        |
| 201                              | (Hauptbahnhof S) – Graz AHP – Gschwendt – Weiz                                                                         |
| X30                              | Hauptbahnhof S – Graz AHP – Gleisdorf – Hartberg (Express > Hält nicht zwischen Graz und Gleisdorf)                    |
| X31                              | Hauptbahnhof S – Graz AHP – Autobahn – Hartberg                                                                        |
| 300                              | Hauptbahnhof S – Graz AHP – Gleisdorf – Hartberg                                                                       |
| X40                              | Hauptbahnhof S – Graz AHP – Gleisdorf – Ilz – Fürstenfeld (Express > Hält nicht zwischen Graz und Gleisdorf)           |
| X41                              | Hauptbahnhof S – Graz AHP – Autobahn – Fürstenfeld                                                                     |
| 470                              | Hauptbahnhof S – Graz AHP – Gleisdorf – Ilz – Fürstenfeld                                                              |
| 500                              | (Hauptbahnhof S) – Graz AHP – St.Stefan i. Rosental                                                                    |
| 710                              | Hauptbahnhof S – Hitzendorf – Söding-Mooskirchen                                                                       |
| 711                              | Hauptbahnhof S – Mantscha – Premstätten-Tobelbad                                                                       |
| 712                              | Hauptbahnhof S – Hitzendorf – St. Bartholomä                                                                           |
| 720                              | Hauptbahnhof S – Lieboch – Voitsberg                                                                                   |
| X81                              | Hauptbahnhof S – Autobahn – Trofaiach                                                                                  |

### Fernverkehr
| Linie                  | Verlauf | Taktfrequenz                                               |
| Fernzug                | |                                                            |
| ---------------------- | --- | ---------------------------------------------------------- |
| Railjet                | Graz Hbf – Bruck an der Mur – Wiener Neustadt Hbf – Wien Hbf (– Flughafen Wien)                                                                            | 2-Stundentakt                                              |
| Railjet                | Graz Hbf – Bruck an der Mur – Wiener Neustadt Hbf – Wien Hbf – Brno hl.n – Praha hl.n (– Dresden Hbf – Berlin Hbf – Berlin Charlottenburg)                 | 2-Stundentakt                                              |
| Railjet                | Graz Hbf – Bruck an der Mur – Leoben Hbf – Unzmarkt – Friesach – Klagenfurt Hbf – Villach Hbf                                                              | ein Zug täglich                                            |
| InterCity (Österreich) | Graz Hbf – Leoben Hbf – Selzthal – Linz Hbf | vier Zugpaare täglich 5. Zugpaar verschiedene Verkehrstage |
| InterCity (Österreich) | Graz Hbf – Leoben Hbf – Selzthal – Bischofshofen – Salzburg Hbf                                                                                            | drei Zugpaare täglich                                      |
| InterCity (Österreich) | Graz Hbf – Leoben Hbf – Selzthal – Bischofshofen – Schwarzach-St.Veit – Wörgl Hbf – Innsbruck Hbf                                                          | ein Zugpaar täglich                                        |
| InterCity (Österreich) | (Ljubljana – Maribor – Spielfeld-Straß –) Graz Hbf – Gleisdorf – Szentgotthárd – Szombathely – Győr – Budapest k.                                          | zwei Zugpaare täglich                                      |
| EuroCity               | Graz Hbf – Leoben Hbf – Selzthal – Bischofshofen – Salzburg Hbf – Frankfurt Hbf (– Erfurt Hbf) / Saarbrücken Hbf                                           | zwei Zugpaare täglich                                      |
| EuroCity               | Wien Hbf – Graz Hbf – Spielfeld-Straß – Maribor – Zagreb Gl.K./ Ljubljana – Trieste C.                                                                     | zwei Zugpaare täglich                                      |
| EuroCity               | Graz Hbf – Leoben Hbf – Selzthal – Bischofshofen – Schwarzach-St.Veit – Innsbruck Hbf – Feldkirch – Zürich HB                                              | ein Zugpaar täglich                                        |
| EuroCity               | Graz Hbf – Bruck an der Mur – Wiener Neustadt Hbf – Wien Hbf – Bohumín – Kraków Gł. – Przemyśl Gł.                                                         | ein Zugpaar täglich                                        |
| D                      | Graz Hbf – Leoben Hbf – Selzthal – Bischofshofen – Schwarzach-St.Veit                                                                                      | ein Zugpaar täglich                                        |
| D                      | Graz Hbf – Leibnitz – Spielfeld-Straß | drei Zugpaare täglich                                      |
| D                      | Graz Hbf – Bruck an der Mur – Wiener Neustadt Hbf – Wien Hbf                                                                                               | ein Zugpaar + Extrazug täglich                             |
| ÖBB Nightjet           | Graz Hbf – Leoben Hbf – Selzthal – Bischofshofen – Schwarzach-St.Veit – Innsbruck Hbf – Feldkirch – Zürich HB                                              | ein Zugpaar täglich                                        |
| /                      | Graz Hbf – Bruck an der Mur – Wiener Neustadt Hbf – Wien Hbf – Bohumín – Wrocław G. – Lublin – Berlin Hbf – Berlin Charlottenburg/Kraków Gł. – Warszawa W. | ein Zugpaar täglich                                        |
| EuroNight              | Bratislava hl. st. – Wien Hbf – Graz Hbf – Spielfeld-Straß – Maribor – Zagreb Gl.K. – Split                                                                | zwei Zugpaare wöchentlich (saisonal)                       |
| Fernbus                | |                                                            |
| Intercitybus           | Graz Hbf – Wolfsberg – Klagenfurt Hbf | Stundentakt                                                |

In Zusammenhang mit der künftig komplett fertiggestellten Koralmbahn (2025) und der Fertigstellung des Semmering-Basistunnels (vsl. 2030) soll ein railjet-Stundentakt zwischen Wien und Villach angeboten werden, im Zweistundentakt wird diese Linie dann weiter nach Salzburg bzw. Deutschland verlängert. Auch der railjet-xpress (RJX) soll im Zweistundentakt zwischen Prag und Villach verkehren. Dieser soll dann im Vierstundentakt weiter nach Venedig und Ljubljana fahren. Im Abschnitt Wien–Graz wird auf einen Stundentakt verdichtet, was insgesamt zwei Fernverkehrszüge pro Stunde und Richtung zwischen Wien Hbf und Graz Hbf ergibt. Diese verstärkende Linie sollte laut Planungen dann vierstündlich weiter nach Tschechien/Polen führen.
Durch ein Interregio-System wird Maribor im Stundentakt mit Graz verbunden. Linz Hbf und Wörgl Hbf/Innsbruck Hbf bekommen eine zweistündliche Verbindung nach Graz, überlagert ergibt sich daraus ein Stundentakt zwischen Graz und Selzthal. So werden auch die beiden größten Städte der Steiermark (Graz und Leoben) im Stundentakt direkt miteinander verbunden. Zusätzlich ist eine Verbindung zwischen Graz und Ungarn via Gleisdorf und Fehring geplant und der stündlich verkehrende Interregio zwischen Bruck/Mur und Klagenfurt über Unzmarkt wird alle zwei Stunden bis Graz geführt.